# Kryonéri (Réthymnon)
Pour les articles homonymes, voir Kryonéri.
Kryonéri, en grec moderne : Κρυονέρι, est un village du dème de Mylopótamos, en Crète, en Grèce. Selon le recensement de 2011, la population de Kryonéri compte 28 habitants. Il est situé à une altitude de 370 m et à une distance de 46 km de Réthymnon.

## Recensements de la population
| Recensements | 1900 | 1920 | 1928 | 1940 | 1951 | 1961 | 1971 | 1981 | 1991 | 2001 | 2011 |
| ------------ | ---- | ---- | ---- | ---- | ---- | ---- | ---- | ---- | ---- | ---- | ---- |
| Population   | 116  | 142  | 155  | 178  | 130  | 133  | 93   | 69   | -    | 53   | 28   |